# Literatura fantástica

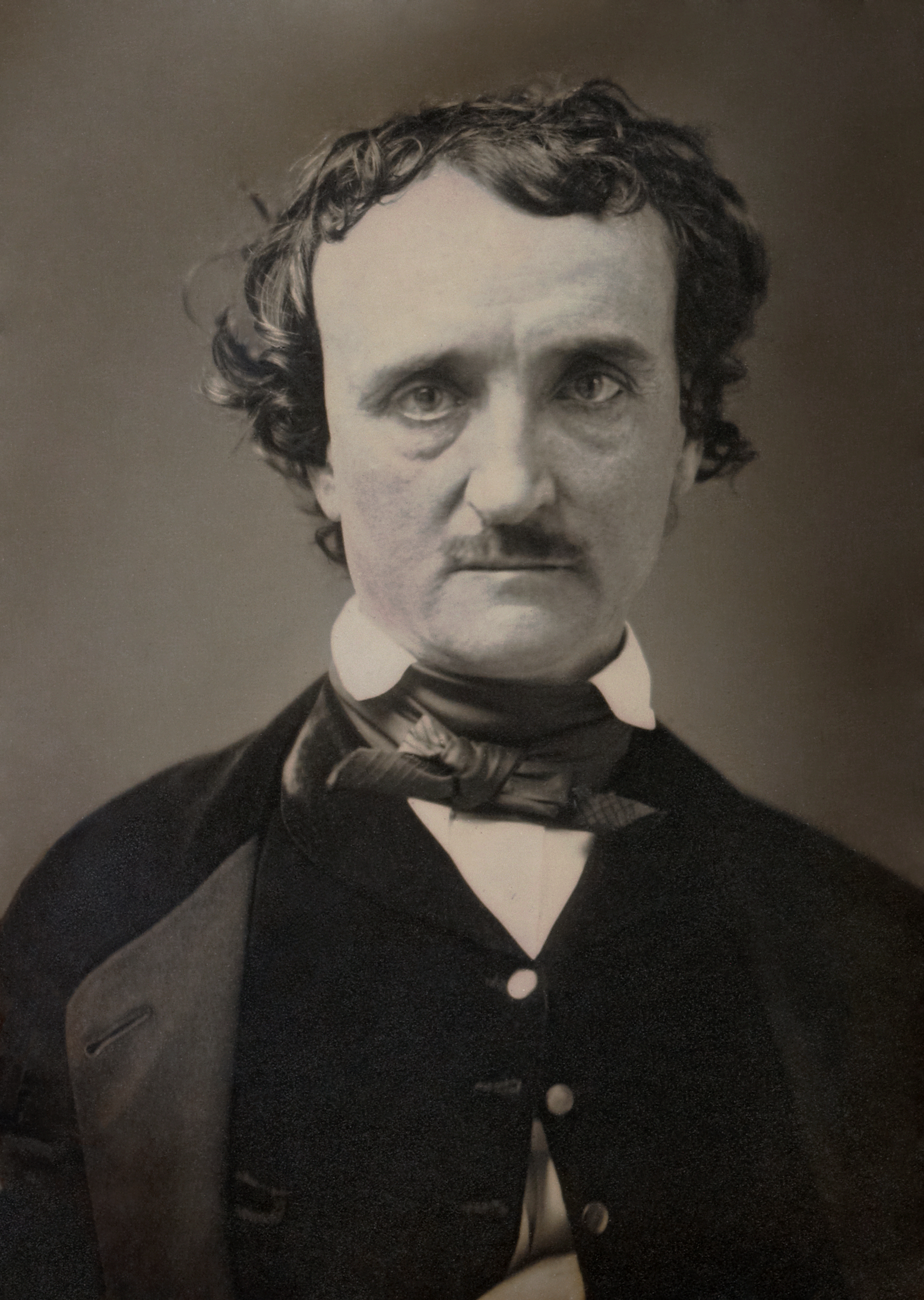
Edgar Allan Poe, circa 1849.

El término novela fantástica alude a un género narrativo basado sobre todo en los elementos de fantasía, dentro del cual se pueden agrupar varios subgéneros, entre los que están la literatura de terror, ciencia ficción o la literatura gótica. El término es enormemente confuso, debido a la divergencia de criterios respecto a su aplicación. Se conoce como literatura fantástica a cualquier relato en que participan fenómenos sobrenaturales y extraordinarios, como la magia o la intervención de criaturas inexistentes. Esta definición resulta ineficaz, debido a que los elementos sobrenaturales están presentes en todos los relatos mitológicos y religiosos y su presencia tiene un carácter muy distinto del que posee en la civilización actual.

## Definición

### Según Maupassant

Mary Shelley, autora de Frankenstein.

Guy de Maupassant (1850-1893) realizó una suerte de esbozo de lo que luego sería la definición de Todorov. Maupassant distinguió lo fantástico de otras dos formas parecidas que son lo maravilloso y lo insólito, definiendo más bien las propiedades del primero por oposición al fantástico que las del segundo. La diferencia radicaría en que el cuento de hadas (prototipo de lo maravilloso para el escritor) permite racionalizar los elementos sobrenaturales mientras que el verdadero fantástico permanece en una zona de ambivalencia entre respuestas netamente racionales y respuestas sobrenaturales explicadas al lector.
Maupassant también insistió en la importancia del temor en la identificación del relato fantástico, miedo que deviene de la inseguridad a la que es arrastrado el lector. Todorov, por el contrario considera que «El temor se relaciona a menudo con lo fantástico, pero no es una condición necesaria de su existencia».

### Según Todorov
En la ya clásica Introducción a la literatura fantástica, Tzvetan Todorov definió lo fantástico como un momento de duda de un personaje de ficción y del lector implícito de un texto, compartido empáticamente. Los límites de la ficción fantástica estarían marcados, entonces, por el amplio espacio de lo maravilloso, en donde se descarta el funcionamiento racional del mundo y lo "extraño" o el "fantástico explicado", en el que los elementos perturbadores son reducidos a meros eventos infrecuentes pero explicables. Contra la definición amplia de lo fantástico, esta definición presenta la debilidad de ser demasiado restrictiva. Se han propuesto diferentes reformulaciones teóricas que intentan rescatar el núcleo de esta definición con diversas salvedades.

### Otras definiciones

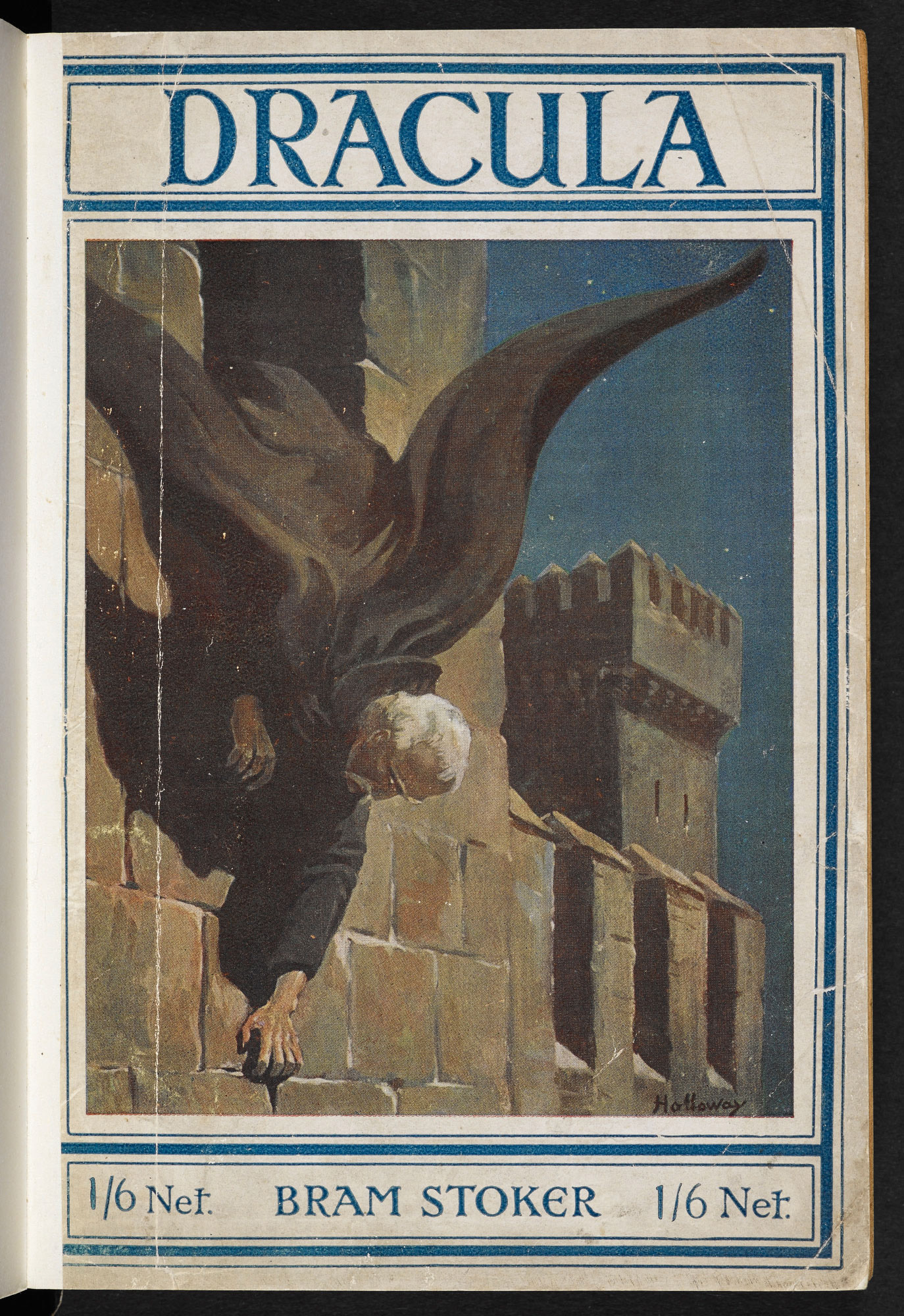
Dracula, de Bram Stoker.

Otra definición posible con criterios históricos sostiene que la literatura fantástica se define en el seno de una cultura laica, que no atribuye un origen divino y por tanto sobrenatural a los fenómenos conocidos, sino que persigue una explicación racional y científica. En esta situación, el relato fantástico introduce un elemento sobrenatural, discordante con el orden natural, que produce inquietud en el lector. El elemento sobrenatural no solo sorprende y atemoriza por ser desconocido, sino que abre una fisura en todo el sistema epistemológico de su mundo, susceptible de dar cabida a toda clase de sucesos insólitos y monstruosos.
Por otro lado, la crítica literaria argentina Ana María Barrenechea sostiene que, la literatura fantástica ofrece acontecimientos que van de lo cotidiano hasta lo anormal. Estos son presentados en forma problemática para los personajes, para el narrador y para el lector. También menciona la aparición de criaturas y elementos de fantasía y extraordinarios.
En ocasiones, este género nos ofrece un relato basado en hechos insólitos que al analizarlos se escapan de la realidad, sin embargo, más adelante de la historia, dichos sucesos tienen una explicación lógica o científica, pero esto no siempre sucede y algunas veces el relato concluye sin salirse de la irracionalidad.
La literatura fantástica, puede también presentarnos un objeto o personaje tomado de la realidad, realizando acciones que en un entorno real serían descabelladas o imposibles.

### Subdivisiones del género fantástico
Para entender las variedades de los relatos de este género Tzvetan Todorov nos aporta que la Literatura Fantástica puede situarse en el límite de otros géneros, como pueden ser los siguientes:
- Lo extraño puro, donde se relatan acontecimientos que pueden ser explicados por medio de las leyes de la razón y son, de una manera u otra, increíbles, extraordinarios, chocantes, singulares, inquietantes, insólitos y provocan en el lector real y en el personaje una reacción semejante a la inducida por el texto fantástico puro. La explicación racional no parte directamente del texto, sino que el lector real, por medio de indicios que este ofrece, la obtiene. La pura literatura de horror pertenece a este género y se relaciona con lo fantástico puro en el hecho de que posee descripciones que provocan horror, temor o terror. Ejemplo: Los diez negritos de Agatha Christie.
- Lo fantástico extraño, donde los acontecimientos que, a lo largo del relato parecen sobrenaturales, reciben, finalmente, una explicación racional. La explicación parte del mismo texto y no de suposiciones deducidas por el lector a través de indicios. Ejemplo: Manuscrito encontrado en Zaragoza de Jan Potocki.
- Lo fantástico maravilloso, que es la clase de relato es el que más se acerca a lo fantástico puro por el hecho de quedar inexplicado, no racionalizado, nos sugiere en efecto la existencia de lo sobrenatural; sin embargo, la presencia o ausencia de ciertos detalles permiten siempre tomar una decisión. El hecho fantástico tiene resolución por medio de otro hecho fantástico que en vez de resolver el misterio lo que hace es complicar más lo inexplicable. Ejemplo: La muerta enamorada de Théophile Gautier.
- Lo maravilloso puro, en este caso, los elementos sobrenaturales no provocan ninguna reacción particular en los personajes ni en el lector implícito, pero sí en el lector real. Lo característico de lo maravilloso no es una actitud hacia los acontecimientos relatados, sino la naturaleza misma de esos acontecimientos. Se acostumbra a relacionar el género de lo maravilloso con el cuento de hadas; en realidad, el cuento de hadas no es más que una de las variedades de lo maravilloso y los acontecimientos sobrenaturales no provocan en él sorpresa alguna.[3]

Por su parte, Italo Calvino ha propuesto una subdivisión del género fantástico en fantástico visionario, con elementos sobrenaturales como fantasmas y monstruos (que incluye como subgéneros a la ciencia ficción, el terror, o la narrativa gótica) y el fantástico mental (o cotidiano), donde lo sobrenatural se realiza todo en la dimensión interior (cabe pensar, por ejemplo, en La vuelta de tuerca de Henry James, o a Marcovaldo del propio Calvino).

## Historia

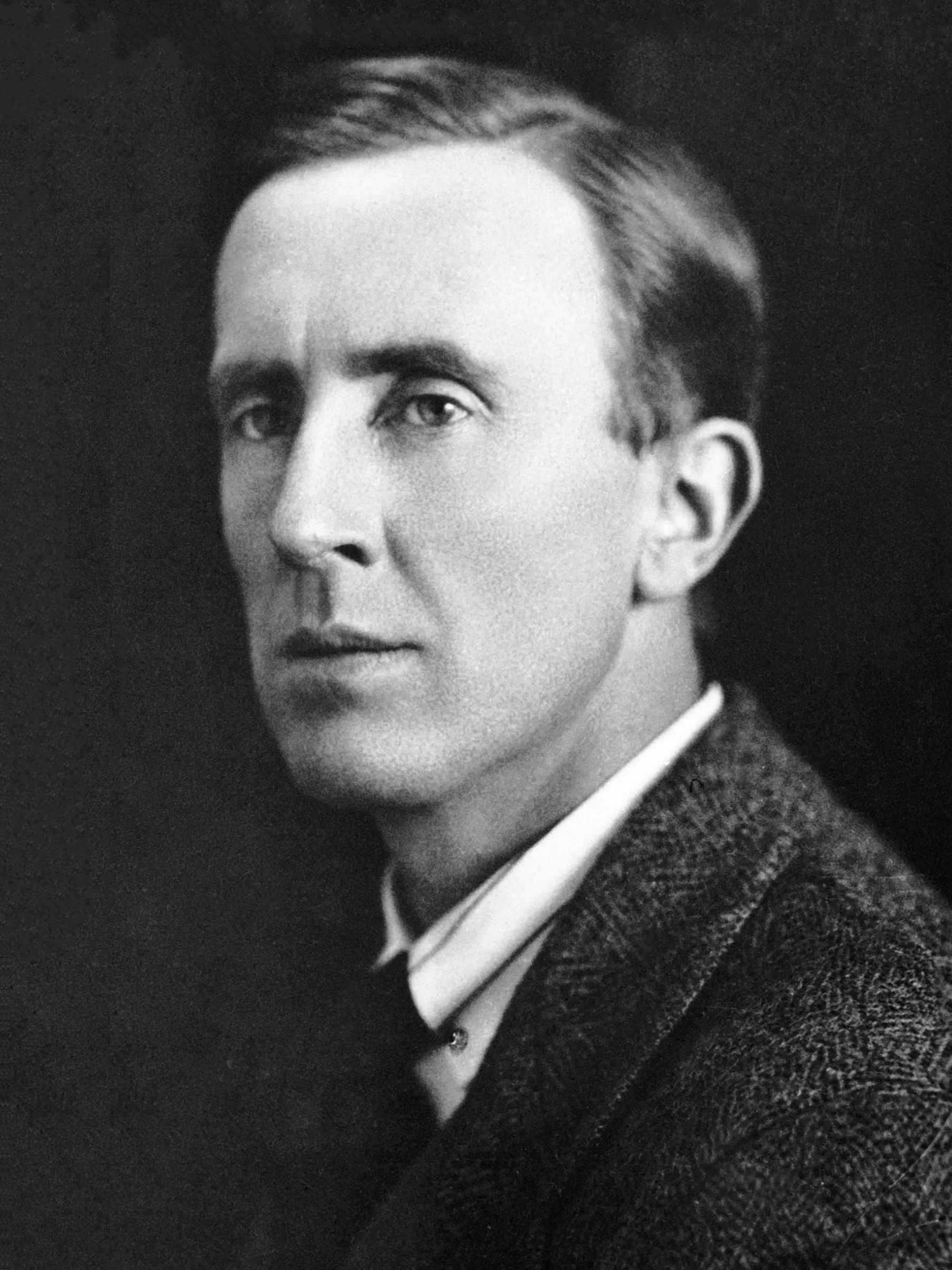
J. R. R. Tolkien.

### Inicios
En sentido amplio puede hablarse de literatura fantástica o de fantasía desde los comienzos del hombre, en que se recitaban versos propiciatorios de carácter sagrado o épico, para pedir la benevolencia de los dioses o celebrar las gestas de los guerreros. En la literatura moderna se considera que comenzó con los cuentos de hadas y la fábula, géneros nacidos para aumentar la fantasía de los adultos más que la de los niños, aunque ahora se asocien más a la infancia.
Las obras El castillo de Otranto, escrita por Horace Walpole en 1764, y El diablo enamorado, escrita por Jacques Cazotte en 1772, están consideradas como las primeras novelas fantásticas. Algunos autores románticos, como E.T.A. Hoffmann y Edgar Allan Poe, cultivaron el género, otorgándoles a sus relatos fantásticos un cariz de terror psicológico que habría de presagiar en cierto grado el descubrimiento del inconsciente (Freud se inspira en un relato de Hoffmann para su definición de lo siniestro) y la concepción contemporánea de la mente como creadora de realidad, dotándola de elementos fantásticos. Otros hitos en la historia de la literatura fantástica son Frankenstein o el moderno Prometeo (Mary Shelley, 1818), Drácula (Bram Stoker, 1897) o El extraño caso del doctor Jekyll y míster Hyde (R. L. Stevenson, 1886)

### El agotamiento del género: lo neofantástico y lo maravilloso

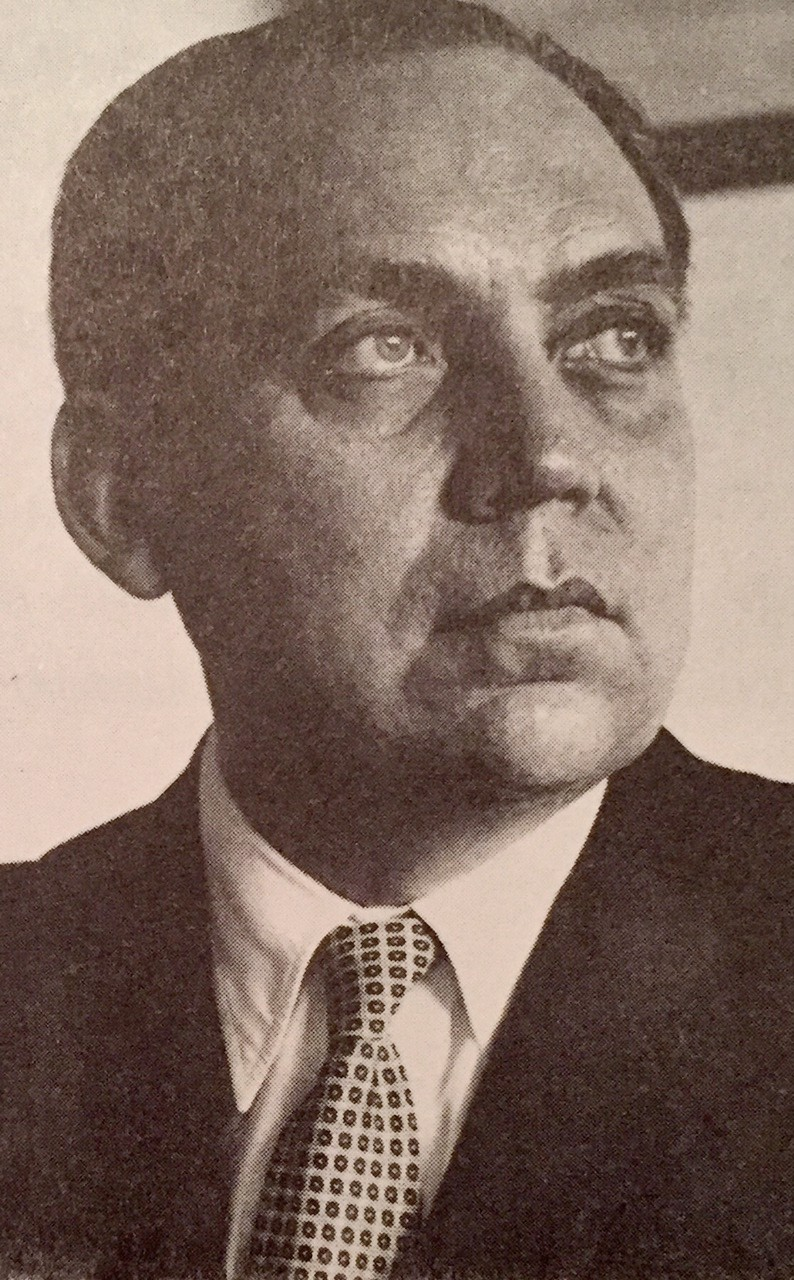
Arturo Uslar Pietri, quien acuñaría el término realismo mágico para referirse a la "negación poética de la realidad", en la cuentística venezolana de principios del.

Durante la transición del siglo XIX al siglo XX, el paradigma epistemológico de Occidente sufre diversas sacudidas. Su inflexible orden racional se ve sacudido desde todos los campos del saber: las ciencias humanas (Marx), la filosofía (Nietzsche), la psicología (Freud) e incluso la física (Einstein). La revolución que supone la relativización de todo el conocimiento acumulado durante siglos es recogida desde el arte dinamitando todos los presupuestos históricos, incluido el propio concepto de realidad. De este modo, un suceso sobrenatural ya no puede amenazar un orden inconsistente. Los escritores reaccionan de dos maneras: regresando a la literatura mitológica (H.P. Lovecraft, Lord Dunsany) o introduciendo el fenómeno sobrenatural ya no como un inquietante misterio, sino como un elemento integrado con naturalidad en el mundo. Así, La Metamorfosis de Kafka empieza presentándonos a su protagonista como un insecto, sin que esto merezca ninguna explicación por parte del narrador ni haga tambalear la visión del mundo de ninguno de los personajes de la historia. 

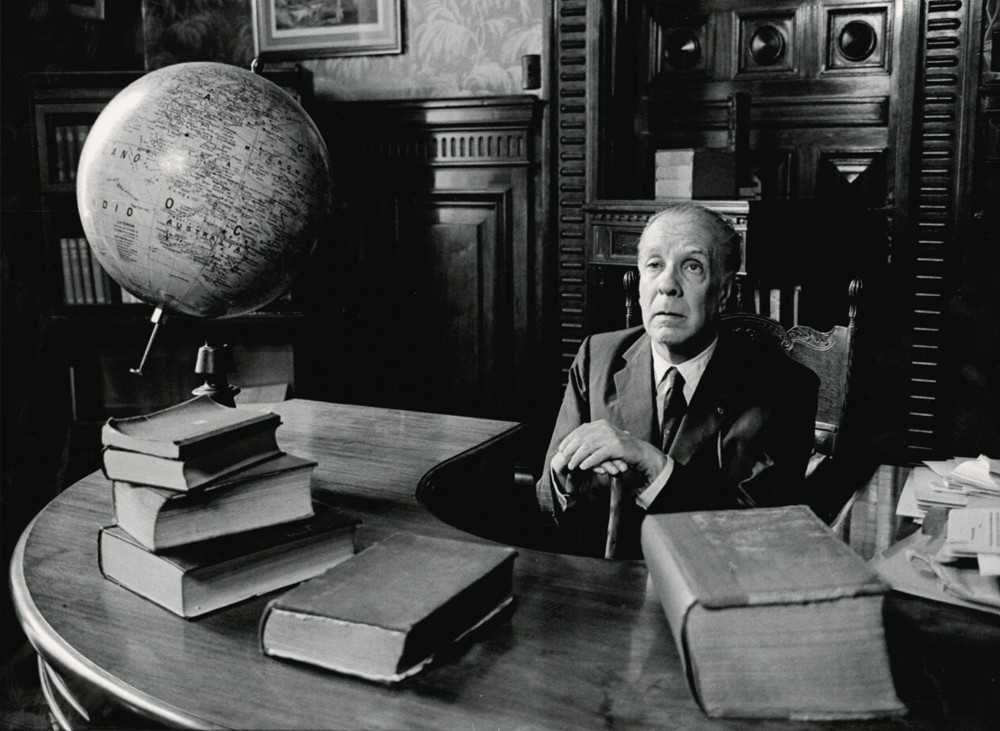
Jorge Luis Borges fotografiado por Eduardo Comesaña en 1971.

El surgimiento de las primeras vanguardias del siglo XX trae consigo un nuevo interés en lo fantástico y en particular en dos corrientes narrativas y estéticas: en primer lugar, aquella que se relaciona también con lo que Arturo Uslar Pietri denominó realismo mágico y Alejo Carpentier real maravilloso, que tiene que ver con un nuevo entendimiento de la realidad indígena, negra y mestiza de América Latina, en el que lo sobrenatural carece de elemento de asombro. En esta época surgen tres obras precursoras del género: Leyendas de Guatemala (1930) de Miguel Ángel Asturias, Las lanzas coloradas (1931) de Uslar Pietri y ¡Ecué-Yamba-O! (1933) de Carpentier. Esta estética fue denominador común de muchos de los escritores del boom hispanoamericano como Gabriel García Márquez, Elena Garro o Carlos Fuentes. Y en segundo lugar, una literatura fantástica más ligada a lo raro, lo metaficcional, la ficción conceptual, la ciencia ficción que comienza con autores como Pablo Palacio, Julio Garmendia (La tienda de muñecos), Felisberto Hernández y posteriormente tendrá como referentes a autores como Macedonio Fernández, Julio Córtazar y por supuesto a Jorge Luis Borges con sus recopilaciones de cuentos conectados por temas comunes, como los sueños, los laberintos, la filosofía, las bibliotecas, los espejos, autores ficticios y mitología europea.
Por su parte, la literatura maravillosa ha creado un público y un sector editorial especializado, gracias al gran éxito de (además del mencionado Lovecraft) Robert E. Howard, J. R. R. Tolkien, C. S. Lewis, J. K. Rowling, Ursula K. LeGuin, Terry Pratchett (quien aborda el género desde la posmoderna perspectiva de la parodia y la metaficción) o George R. R. Martin. Esta literatura se conoce igualmente bajo el nombre de literatura fantástica, si bien, como hemos explicado, esta definición es imprecisa.

## Literatura fantástica en distintas tradiciones

### España
En España, el género literatura fantástica es menos fuerte que en Latinoamérica debido a factores sociológicos. En el siglo XIX, España vivía en el antiguo régimen; a diferencia de otros países europeos, el capitalismo aún no se desarrollaba plenamente, la clase burguesa era una minoría y las editoriales no estaban consagradas a este género. El grupo social dominante no tenía motivos para cambiar su visión del mundo y abandonar el racionalismo.
Entre los precursores peninsulares de este género se encuentra Agustín Pérez-Zaragoza Godínez que en 1831 publicó una colección de novelas góticas llamada Galería fúnebre de espectros y sombras ensangrentadas, o sea el historiador trágico de las catástrofes del linaje humano. Tanto para Agustín como para sus contemporáneos, el terror debe ser algo que provenga del tema y no de la estructura interna del texto.
En la segunda mitad del siglo XIX se produce literatura inspirada en el goticismo y los autores reciben influencia del realismo y naturalismo. Algunas obras de este periodo son La Sombra (1870) de Benito Pérez Galdós, El monte de las ánimas (1864) de Gustavo Adolfo Bécquer o Vampiro (1901) de Emilia Pardo Bazán y Pedro Antonio de Alarcón con El amigo de la muerte (1852) y su cuento La mujer alta (1881). Algunos textos de la época realista y naturalista que figuran en el modelo de Todorov son La muerte de Capeto (Memorias de un patriota) de Vicente Blasco Ibáñez (1888) o La santa de Karnar de Emilia Pardo Bazán (1891). La característica principal de estos textos es que ante la incertidumbre responden con soluciones oníricas.
En el siglo XX surge un sentimiento de sensibilidad como respuesta a la profunda crisis en la sociedad. Se rechaza a la razón y aumenta el interés por el inconsciente, los sueños y la imaginación. La teoría de la relatividad suscita una crisis en el mundo de las ciencias exactas. Estos factores, provocan un cambio en la estructura de la literatura fantástica. Una obra que caracteriza este periodo es Los caprichos de Ramón Gómez de la Serna. Las primeras décadas del siglo XX están marcadas por el realismo social pero, a partir de los años sesenta gracias a la literatura de Latinoamérica y a la traducción de obras como La metamorfosis de Kafka, el género fantástico sufre un nuevo impulso. Algunas obras de este periodo son El Hotel del Cisne de Pío Baroja e Industrias y andanzas de Alfanhuí de Rafael Sánchez Ferlosio. Otro exponente de los años sesenta fue Alfonso Sastre con Las noches lúgubres (1963) quien con su realismo crítico se acercó a la literatura fantástica. Alfonso Sastre rompe con el modelo de Todorov porque al final de sus relatos no queda incertidumbre y logra dar una explicación racional.
En los años setenta gracias a la literatura experimentalista, a la metatextualidad y la narratividad de los textos surgen diversos textos fantásticos. En 1978, Carmen Martín Gaite publicó una novela llamada El cuarto de atrás. En dicho texto se discute la tesis de Todorov por medio de un metarrelato.
En las últimas décadas las obras literarias cobran diversos matices, en ocasiones por la mezcla de elementos de otros géneros. Así surgen obras que van desde el relato fantástico, el cuento de terror y la fantasía épica hasta la ciencia-ﬁcción y el ciberpunk, sin dejar de lado el creciente movimiento fandom. Como parte de esta nueva corriente de literatura fantástica destacan Laura Gallego, María Zaragoza o Antonio Martín Morales, entre otros muchos.

### México
En México, hay una gran tradición en este género. Las obras de Amparo Dávila, Salvador Elizondo, Emiliano González, Álvaro Uribe, Mario González Suárez, Pablo Soler Frost o Alberto Chimal son sólo algunos ejemplos de la riqueza y buena salud de la que goza la literatura fantástica.
También es importante señalar que, a pesar del olvido, desde hace una década se ha venido rescatando la obra de Francisco Tario, quien, antes de Rulfo y Arreola, fue el precursor del género fantástico en México.

### Ecuador

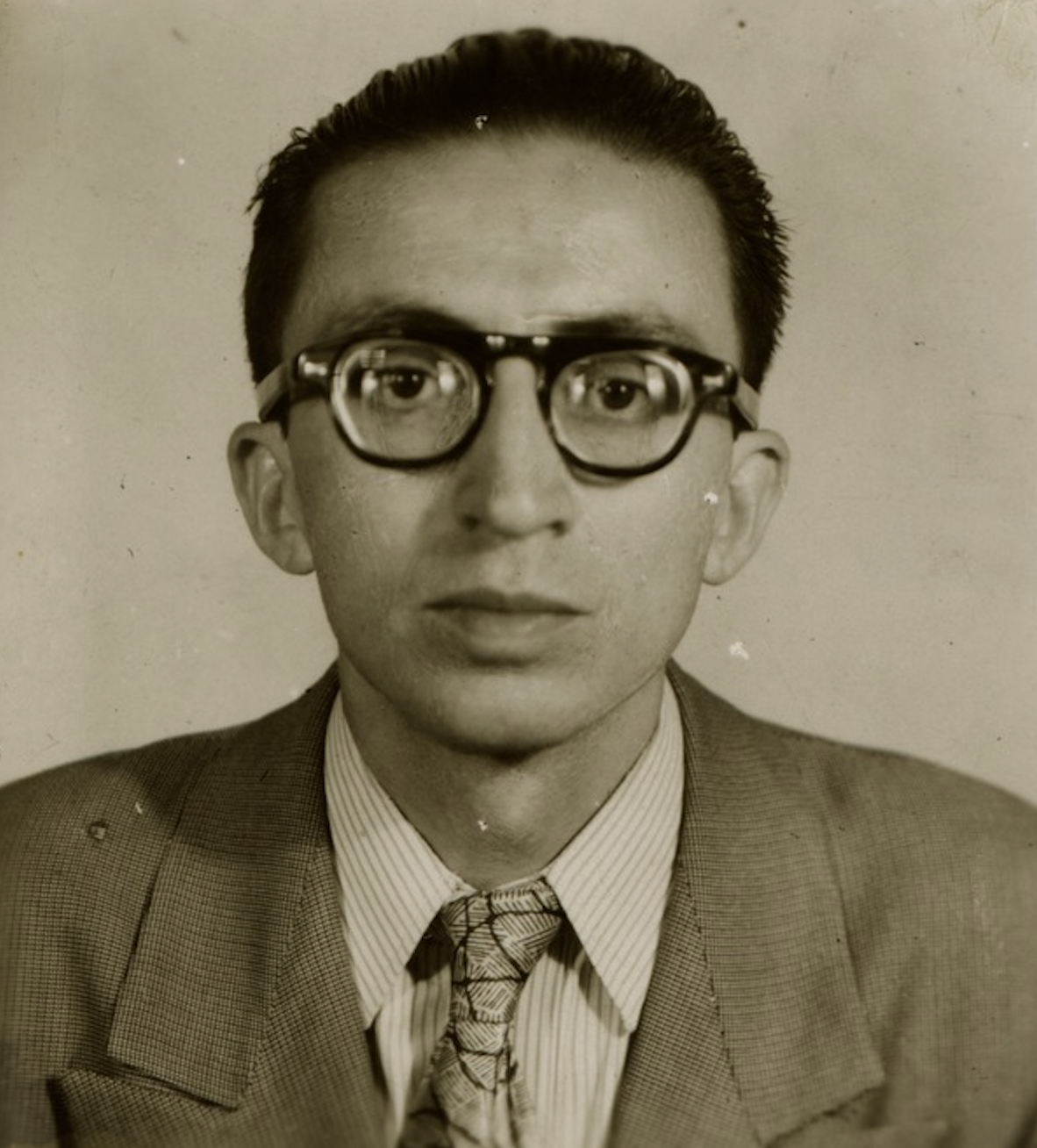
César Dávila Andrade

En Ecuador, la literatura fantástica inicia en el siglo XIX con la publicación de varios cuentos. Entre ellos destaca Gaspar Blondín de Juan Montalvo, así como los cuentos de Juan León Mera, compilados en 1904 en el libro Tijeretazos y plumazos, en los que cuenta las aventuras del Dr. Moscorrofio, un científico con semejanzas al Doctor Víctor Frankenstein que, entre otras cosas, crea una máquina para escuchar hablar a las pulgas, hace un trasplante de cabeza y visita el infierno. Además, se publicaría Un viaje a pruebas, en 1894 por Alberto Arias Sánchez y que relata un viaje a la Luna en una nave en forma de cóndor.
Sin embargo, los mayores exponentes de este género vendrían después y son Pablo Palacio y César Dávila Andrade. El primero destacaría durante la vanguardia en Ecuador durante las primeras décadas del siglo XX con cuentos como La doble y única mujer como parte del libro Un hombre muerto a puntapiés (1927), cuya protagonista es una mujer siamesa. Esta tradición sería continuada por César Dávila Andrade autor clave dentro de la nueva narrativa ecuatoriana y con importantes libros de cuentos como Abandonados en la tierra (1952), 13 relatos (1955) y Cabeza de gallo (1966). Sin embargo, el cuento más destacado en este género es En la rotación viviente del dodecaedro (1965), que sería publicado de manera separada.
Este género sería continuado por su sobrino, Jorge Dávila Vásquez quien sería escritor de cuentos y microrrelatos donde dialoga con la mitología griega, explora la relación entre la imaginación, los relatos orales y la tradición literaria. En la actualidad, Mónica Ojeda y María Fernanda Ampuero exploran lo fantástico a través del horror, la violencia y lo grotesco.

### Venezuela

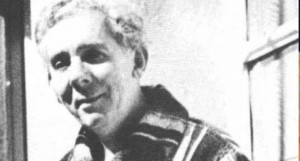
Julio Garmendia.

Venezuela tiene una vasta tradición de literatura fantástica que se remonta a mediados del siglo XIX, con autores como Julio Calcaño, Juan Vicente Camacho, Nicanor Bolet Peraza y Pedro Emilio Coll.
Ya entrado el siglo XX, el surgimiento de las vanguardias venezolanas trae consigo un nuevo interés en lo fantástico y lo maravilloso, y eso que luego Uslar Pietri denominó el realismo mágico, con obras como La tienda de muñecos (1927) de Julio Garmendia , Cubagua (1931) y La galera de Tiberio (1933) de Enrique Bernardo Núñez; los primeros cuentos de Arturo Uslar Pietri publicados en 1928: Barrabás y otros relatos y en 1936: Red, así como su primera novela (de corte fantasmagórico, onírico, una especie de trance alucinatorio), publicada en 1931: Las lanzas coloradas; y la poesía de José Antonio Ramos Sucre (publicada en su totalidad entre para 1929).
La literatura de Julio Garmendia sería particularmente importante, pues dejaría atrás la estética del fantástico dieciochesco, propio de la tradición romántica, y exploraría ideas como la paranoia, el doppelgänger, la ucronía, la distopía, la metaficción, el futurismo, la anticipación, la inmortalidad, el pacto demoníaco o la noción cristiana del infierno; poniendo bajo cuestión los avances técnico-científicos y las nociones de realidad y de moral.
Posteriormente, a mediados del siglo XX, irrumpe un interés por lo abstracto, lo experimental, que tendría como máximo ejemplo la narrativa fantástica de Guillermo Meneses  (La mano junto al muro, El falso cuaderno de Narciso Espejo). Meneses cambiaría la literatura de Venezuela e influenciaría a autores también incursionarían en el género como José Balza, Oswaldo Trejo, Ida Gramcko y Alfredo Armas Alfonzo.
Algunos exponentes actuales del género son: Ednodio Quintero, Juan Carlos Chirinos (Los cielos de Curumo, Renancen las sombras), Israel Centeno (Criaturas de la Noche), Karina Sainz Brogo (La isla del Doctor Schubert), Michelle Roche Rodríguez (Malasangre), o Norberto José Olivar (Un vampiro en Maracaibo).

### Argentina

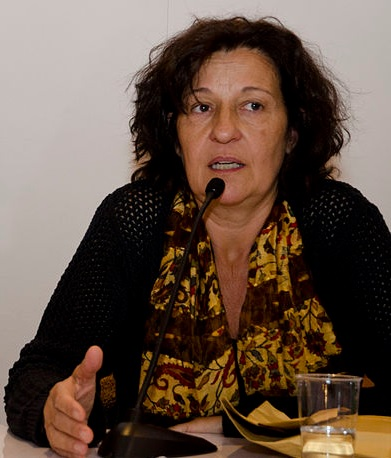
Liliana Bodoc

En Argentina, existe una vasta tradición de literatura fantástica, que en la actualidad encuentra una de sus vertientes más prolíficas en el género de la épica fantástica; aunque la influencia a nivel latinoamericano del subgénero fantastique es innegable gracias a la trascendencia de autores como Jorge Luis Borges, Silvina Ocampo, Julio Cortázar, Angélica Gorodischer y Adolfo Bioy Casares, por nombrar algunos. Actualmente, Liliana Bodoc, escritora santafecina, se nos ofrece como exponente de este género con su popular Saga de los Confines, compuesta por tres libros: Los días del Venado, Los días de la Sombra y Los días del Fuego. La saga narra hechos mágicos, fantásticos y también, colectivos, en la medida en que exceden el heroísmo individual. Su dimensión colectiva se entrama, a su vez, con una búsqueda de modificar la realidad del mundo, como plantea la literatura épica.

### Chile
En Chile, el género fantástico nunca ha logrado desprenderse por completo del canon realista chileno y, por lo tanto, llegar a ser considerado un género per se dentro de su tradición narrativa; a diferencia de lo que ocurre en Argentina. No obstante, sí ha habido algunos exponentes de este, ya sea mediante algunas novelas o cuentos, que bien permiten plantear la presencia del género en cuestión, al mismo tiempo que se les reconoce como obras en contraste y diálogo permanente con el canon chileno, tal como recoge Andrés Rojas-Murphy en su Antología de cuentos chilenos de ciencia ficción y fantasía. De modo que, las obras de María Luisa Bombal, Elena Aldunate, Augusto D´Halmar, Braulio Arenas, Enrique Araya, Hugo Correa, Miguel Arteche y más recientes como Nefilim en Alhué de Omar Pérez Santiago, Aldo Astete Cuadra, José Baroja, Jesús Diamantino y Jorge Baradit, entre otros, sirven de ejemplo para demostrar la presencia del género en Chile. También se destacan editoriales independientes que han aportado en este género, tales como Áurea Ediciones con autores como Sofía Bertelsen (Ad Infinitum), Vincenzo Guazzini Guevara (Posapocalíptica) o Cindy Cruz (Freya).

## Ejemplos de literatura fantástica
A lo largo de la historia de la literatura fantástica, se han desarrollado grandes obras pasando de lo más clásico hasta lo más actual, algunos ejemplos notables son:
- La Odisea.

Es una fantástica narración épica en la que se refleja el desarrollo religioso, político y cultural de Grecia, además gracias al autor de la Odisea, la épica pasa de una forma de transmisión oral a una escrita. Con este hecho, la literatura de ese tiempo tomo otro rumbo, ya que empezó a transmitirse por medio de las letras.
- La Eneida.

Obra maestra de la literatura latina, realizada por el poeta con la intención de glorificar a Roma, por pedido del emperador Augusto. El tema fundamental de la obra es el esfuerzo, pues en la obra se nota claramente el empeño o esfuerzo que ponía cada personaje para alcanzar las metas que se habían propuesto realizar de una forma u otra.
- El Señor de los Anillos.

Esta obra ha influido de tal manera en toda la literatura fantástica posterior que podría considerarse la madre de todas las sagas de fantasía del siglo XX. El Señor de los Anillos no es solo una novela con personajes y lugares de fantasía, sino un universo entero con su geografía, lenguas, razas e historias propias. Tolkien desarrolló ese mundo mucho más de lo que se deja entrever en sus novelas, estableciendo las bases para la literatura fantástica de los años venideros.
- La Rueda del Tiempo.

La historia de La Rueda del Tiempo está ambientada en un mundo fantástico ambientado a finales del siglo XVII. En las más de catorce novelas con las que cuenta la saga (veinte en la edición española) tienen lugar innumerables tramas diferentes y muchos personajes, que se basaron en elementos mitológicos europeos y asiáticos.